# デュトワ・ネウイミン・デルポルト彗星
デュトワ・ネウイミン・デルポルト彗星（英語: 57P/du Toit-Neujmin-Delporte）は、周期彗星である。公転周期は6.41年、ティスラン・パラメータは2.917であることから木星族彗星である。
2002年に、分裂した天体も含めて少なくとも20個の小片に分裂していることが発見された。この分裂が発見されたときにはこの20個の天体が元の彗星の軌道に沿って27分角ほど広がっていた。

## 発見
この彗星は、第二次世界大戦中の通信の不確実性が原因で、多くの共同発見者が絡む複雑な発見の歴史を辿った。ダニエル・デュトワは、南アフリカ共和国のボイデン天文台で1941年7月18日にこの彗星を発見した。しかし、有線による彼の発見の一報は、7月27日までハーバード大学天文台に伝わらなかった。ソビエト連邦のSimeiz天文台（英語版）で小惑星の探査を行っていたグリゴリー・ネウイミンは、7月25日に露光した写真板上に彗星を発見した。彼は7月29日にこの発見を確認したが、モスクワからハーバードへ電報が届くのに20日かかった。彗星の新規発見の公式発表は、1941年8月22日に行われた。その数日後、ベルギー王立天文台のウジェーヌ・デルポルトも8月19日にこの彗星を発見していたことが分かり、彼も発見者の1人に加えられることとなった。
数週間後の9月1日、ゾンネベルクのPaul Oswald Ahnert（英語版）がこの彗星を7月22日に発見していたとハーバードに連絡したが、発見者に加えられるには間に合わなかった。